# LX세미콘
LX세미콘(LX Semicon, https://www.lxsemicon.com/kr/main)은 평판 디스플레이용 핵심반도체 부품을 고객사에 판매하는 코스피 상장기업이다. 애플의 아이패드에 부품이 들어간 것으로 유명하며, 2014년 LG그룹에 인수되었으며, LX그룹으로 계열분리 후 사명이 주식회사 LX세미콘으로 변경되었다.

## 개요
생산설비가 없는 팹리스 업체로 생산은 전량 반도체 전문생산업체(파운드리 Foundry)에 외주생산한다. 매출 구성은 99.9%가 반도체 판매에서 나온다.

## 지분구성 및 주가
시가총액 1조~1조 4,000억 가량인 대기업으로, 2014년 코스닥 상장 기업들 중 69위를 차지한 바 있다.
비교적 안정적으로 수익을 내 왔으며 주가의 움직임이 매우 기복이 적은 편이다. 2013년에서 2014년에 걸쳐, 증시에서는 심지어 삼성전자보다도 주가의 변화가 적다는 평을 듣기도 했다. 2014년 5월 23일 LG그룹에 편입이 결정되어, LG로 최대주주가 변경되었다.
2021년 5월, 주식회사 LG의 인적분할에 따라 최대주주가 주식회사 LG에서 주식회사 LX홀딩스로 변경되었다.

## 기타
LX세미콘은 풍부한 현금과 높은 배당성향을 가진 기업이다. 이는 팹리스 업체의 특성상 생산시설이 없기 때문에 시설투자를 위한 현금 유출이 없으며, 영업활동으로 유입되는 현금은 배당을 제외하면 기업 내에 쌓이는 구조이기 때문이다.